# Турбийон (футбольный клуб)
«Турбийон» (фр. Tourbillon FC) — чадский футбольный клуб из города Нджамена. Выступает в Премьер лиге Чада по футболу. Домашние матчи проводит на стадионе Стад Омниспортс Идрисс Махамат Оуйя, вмещающем 30 000 зрителей.

## Достижения
- Премьер лига Чада : 5

1991, 1997, 2000, 2001, 2010
- Кубок Чада: 2

1989, 2008

## Международные соревнования
- Лига чемпионов КАФ: 4

Лига чемпионов КАФ 1992 — первый раунд
Лига чемпионов КАФ 1998 — первый раунд
Лига чемпионов КАФ 2001 — предварительный раунд
Лига чемпионов КАФ 2002 — предварительный раунд

## Известные игроки
Яфет Н'Дорам